# Banos
 Banos  (en occitano Banòs) es una población y comuna francesa, situada en la región de Aquitania, departamento de Landas, en el distrito de Mont-de-Marsan y cantón de Saint-Sever.

## Demografía
| 243 | 242 | 220 | 220 | 225 | 232 |
| Para los censos de 1962 a 1999 la población legal corresponde a la población sin duplicidades (Fuente: INSEE [Consultar]) |     |     |     |     |     |